# Hans Christian Bernat
Hans Christian Bernat, né le 13 novembre 2000 à Morud (en) au Danemark, est un footballeur danois qui évolue au poste de gardien de but au Karlsruher SC.

## Biographie

### Odense BK
Né à Morud (en) au Danemark, Hans Christian Bernat commence le football dans le club local du Morud IF où il évolue alors comme attaquant avant de rejoindre à douze ans le Næsby Boldklub (en). C'est avec ce club qu'il est repositionné gardien de but à partir des U14. Il rejoint ensuite l'Odense BK, où il poursuit sa formation. Entre temps il rejoint le FC Nordsjælland mais n'y reste que six mois avant de retourner à l'OB. Le 16 mars 2019, Bernat signe son premier contrat professionnel avec l'Odense BK, d'une durée de deux ans avec la promesse d'intégrer le groupe professionnel l'été suivant.
Il joue son premier match en professionnel, lors d'un match de championnat contre le Silkeborg IF le 8 juillet 2020. Il est titulaire et son équipe s'incline par trois buts à un. 
Longtemps dans l'ombre de Oliver Christensen, Bernat est promu gardien titulaire de l'Odense BK à la suite du départ de Christensen vers le Hertha Berlin lors de l'été 2021.
Très critiqué par les médias et les supporters, après notamment un début de saison 2022-2023 compliqué où son équipe encaisse neuf buts en trois matchs, Bernat se voit relégué sur le banc avec l'arrivée en août 2022 de Martin Hansen, qui est donc propulsé titulaire à sa place.
Bernat retrouve du temps de jeu lorsque Martin Hansen est forfait, c'est le cas notamment à l'automne 2023, où il doit suppléer Hansen pendant plusieurs matchs lorsque ce dernier est blessé. Bernat se montre cette fois à son avantage, étant notamment décisif le 29 octobre 2023 en gardant sa cage inviolée lors d'une rencontre de championnat sur le pelouse du Silkeborg IF (0-0 score final),.

### PFK Botev Plovdiv
Après la relégation de l'Odense BK à l'issue de la saison 2023-2024 Hans Christian Bernat quitte le club librement. Il signe le 19 juin 2024 au Botev Plovdiv, en Bulgarie, pour un contrat de deux ans, soit jusqu'en juin 2026, avec une année supplémentaire en option.

### En sélection
Hans Christian Bernat représente l'équipe du Danemark des moins de 17 ans, pour un total de sept matchs joués entre 2016 et 2017.